# Copestylum virescens
Copestylum virescens är en tvåvingeart som först beskrevs av Samuel Wendell Williston  1891.  Copestylum virescens ingår i släktet Copestylum och familjen blomflugor.
Artens utbredningsområde är Guatemala. Inga underarter finns listade i Catalogue of Life.